# 3362 Khufu
3362 Khufu è un asteroide near-Earth del diametro medio di circa 0,7 km. Scoperto nel 1984, presenta un'orbita caratterizzata da un semiasse maggiore pari a 0,9894148 UA e da un'eccentricità di 0,4685619, inclinata di 9,91860° rispetto all'eclittica.
L'asteroide è dedicato al faraone Cheope, di cui riprende il nome in antico egiziano.